# Wiktor Bryzhin
Wiktor Arkadijowycz Bryzhin (ukr. Віктор Аркадійович Бризгін, ros. Виктор Аркадьевич Брызгин; ur. 22 sierpnia 1962 w Woroszyłowgradzie) – ukraiński lekkoatleta startujący w barwach Związku Radzieckiego, sprinter, mistrz olimpijski i mistrz Europy.
Rozpoczął międzynarodową karierę na halowych mistrzostwach Europy w 1983 w Budapeszcie, gdzie zajął 5. miejsce w finale biegu na 60 metrów i odpadł w półfinale biegu na 200 metrów. Podczas pierwszych mistrzostw świata w 1983 w Helsinkach był członkiem sztafety 4 × 100 metrów, która zdobyła brązowy medal (biegli w niej Andriej Prokofjew, Nikołaj Sidorow, Władimir Murawjow i Bryzhin). Startował również w biegu na 100 metrów, ale odpadł w ćwierćfinale.
Na mistrzostwach Europy w 1986 w Stuttgarcie zajął ostatnie 9. miejsce w finale biegu na 100 metrów, ale był w składzie zwycięskiej sztafety 4 × 100 metrów (Aleksandr Jewgienjew, Nikołaj Juszmanow, Murawjow i Bryzhin), która czasem 38,29 s ustanowiła rekord mistrzostw. Na halowych mistrzostwach Europy w 1987 w Liévin odpadł w przedbiegach na 60 metrów. Za to na mistrzostwach świata w 1987 w Rzymie zajął 5. miejsce w finale biegu na 100 metrów, a także zdobył srebrny medal w sztafecie 4 × 100 metrów (biegli w niej Jewgienjew, Bryzhin, Murawjow i Władimir Kryłow). Na igrzyskach olimpijskich w 1988 w Seulu wystąpił tylko w sztafecie 4 × 100 metrów, która po zgubieniu pałeczki przez sztafetę USA zdobyła w finale złoty medal (w składzie Bryzhin, Kryłow, Murawjow i Witalij Sawin). Po raz ostatni wziął udział w wielkich zawodach  w 1991, kiedy to na mistrzostwach świata w Tokio zajął 7. miejsce w sztafecie 4 × 100 m (biegł na 1. zmianie, a po nim Oleg Kramarenko, Aleksandr Sokołow i Sawin).
Bryzhin był mistrzem ZSRR w biegu na 100 metrów w 1986, a także halowym mistrzem w biegu na 60 metrów w 1983, 1986, 1987 i 1991.
Jego żona Olha Bryzhina z domu Władykina była również znaną lekkoatletką, trzykrotną mistrzynią olimpijską, a córka Jelizaweta Bryzhina reprezentantką Ukrainy w sprincie, medalistką olimpijską i mistrzynią Europy.

## Rekordy  życiowe
- Bieg na 100 metrów – 10,11 s (1986)